# Castiglione a Casauria
Castiglione a Casauria é uma comuna italiana da região dos Abruzos, província de Pescara, com cerca de 913 habitantes. Estende-se por uma área de 16 km², tendo uma densidade populacional de 57 hab/km². Faz fronteira com Bolognano, Bussi sul Tirino, Pescosansonesco, Pietranico, Tocco da Casauria, Torre de' Passeri.

## Demografia
| Variação demográfica do município entre 1861 e 2011                               |
|                                                                                   |
| Fonte: Istituto Nazionale di Statistica (ISTAT) - Elaboração gráfica da Wikipedia |